# Force de Raid
La Force de Raid était une unité navale française créée le 3 septembre 1939, basée à Brest jusque 1940. Elle regroupait certains des plus modernes « capital ship » de son époque, et était, depuis le début de la Seconde Guerre mondiale, sous le commandement du vice-amiral d'escadre Marcel Gensoul. La Force de Raid a été dissoute, comme les deux Divisions de Ligne qui en faisaient partie, après la bataille de Mers el-Kébir.

## Histoire
De septembre 1939 à avril 1940, la Force de Raid a opéré dans l'océan Atlantique contre la marine de guerre allemande (Kriegsmarine). Sa zone de responsabilité était la zone à l'est de la ligne Ouessant-Açores et Cap-Vert. Début avril, elle passe en Méditerranée, en raison de la menace de guerre avec l'Italie, revient très vite à Brest au moment de l'attaque allemande en Norvège, et retourne fin avril en Méditerranée. 
L'attaque britannique contre les navires de ligne de la Force de Raid basés à Mers el-Kébir, marque la fin de la Force de Raid en tant qu'unité opérationnelle de la Marine nationale française.

## Ordre de bataille

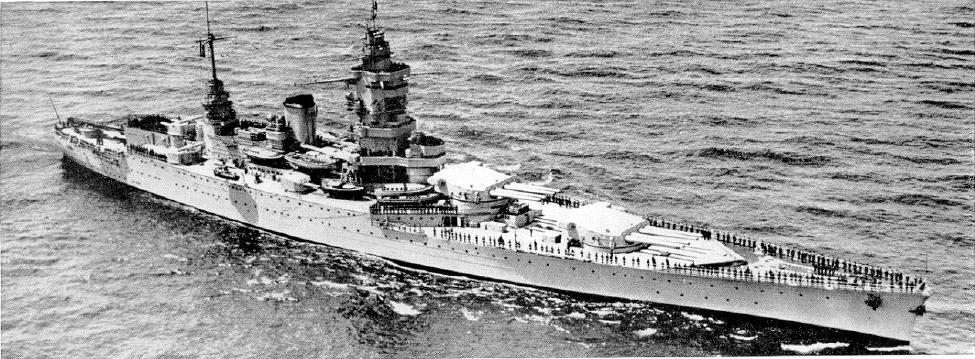
Le

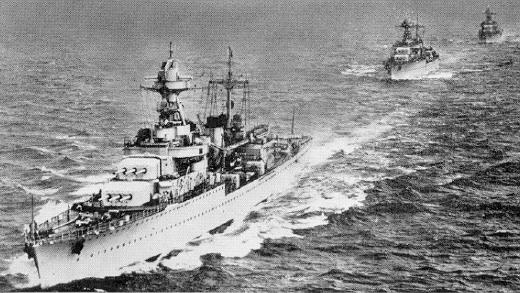
Le

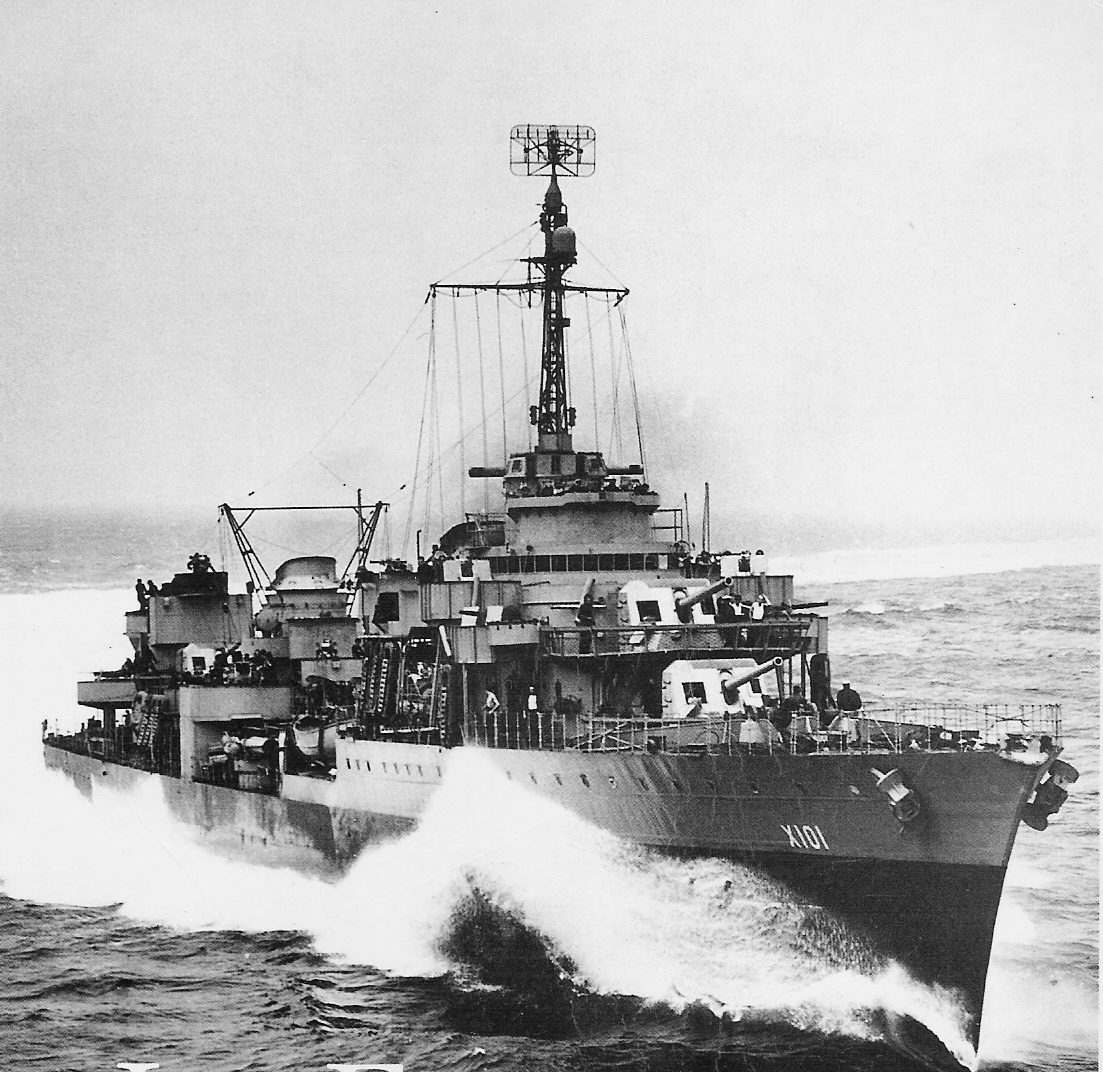

### 1reEscadre

#### 1redivision de ligne
Elle comprend deux croiseurs de bataille :
- Le Dunkerque
- Le Strasbourg

#### 4edivisionde croiseurs
Croiseurs :
- Le Georges Leygues
- Le Gloire
- Le Montcalm

### 2eescadre légère
Elle comprend les 6 contre-torpilleurs de classe Le Fantasque et les deux de la classe Mogador.

#### 6edivisionde contre-torpilleurs (6eDCT)
- Le Mogador
- Le Volta

#### 8eDCT
- L'Indomptable
- Le Malin
- Le Triomphant

#### 10eDCT
- Le Fantasque
- L'Audacieux
- Le Terrible